# Cibeles

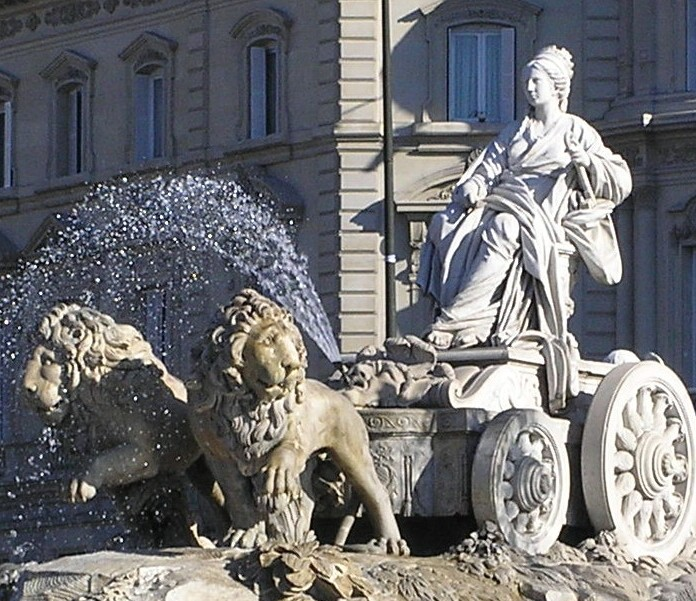
Cibeles, con el Palacio de Linares al fondo (Madrid, España).

Cibeles, Cíbele o Cibebe (en latín: Cybĕle o Cybēbe; griego: Κῦβέλη o Κυβήβη) era una diosa de la fertilidad de origen frigio. Su culto se extendió al mundo griego y se integró en su mitología, donde con frecuencia se le identifica con la titánide Rea. También fue importante en la Antigua Roma.
Cibeles es la Madre de los dioses y monta un carro con leones uncidos en él. Se la imagina acompañada de los coribantes, quienes portan espadas, y ceñida con una corona en forma de torre.  Pese a la importancia de su culto, Cibeles no protagoniza apenas relatos míticos. Aparece en el mito de Agdistis y Atis y también en el de Atalanta e Hipómenes.

## Competencias
En todos sus aspectos, romanos, griegos y orientales, Cibeles era caracterizada particularmente por su universal maternidad: era no solo la madre de los dioses sino también de los seres humanos y los animales. Era llamada Madre de la montaña, y se ponía un énfasis especial en su maternidad sobre la naturaleza salvaje, que se manifestaba en el carácter orgiástico de su culto.
Algunas ciudades-estado, en particular Atenas, la evocaban como protectora, pero sus ritos y procesiones griegas más celebradas la muestran como una diosa mistérica extranjera y exótica que aparece en una carroza jalada por leones, acompañada con música salvaje, vino y una multitud extática y alborotada.

Cántame, musa de voz clara, hija del gran Zeus, a la Madre de todos los dioses y de todos los hombres, a la que agrada el estruendo de los crótalos y tamboriles, así como el rumor de las flautas, el griterío de los lobos y de los leones de feroz mirada, los montes fragorosos y los torrentes cubiertos de vegetación.

## Historia

### Origen
Se ha señalado que la antecesora de Cibeles era la diosa Kubaba, ya documentada en la Edad del Bronce en Asia Menor. En Frigia se la llamaba simplemente «Madre». Por otra parte, en tanto existen muchas deidades similiares de origen no frigio, es posible que Cibeles sea simplemente la forma frigia de la deidad de la naturaleza de toda Asia Menor.
Esta diosa madre fue honrada en todo el mundo antiguo. El centro de su culto estaba en la ciudad frigia de Pesinunte, donde cayó el betilo cúbico y negro denominado Kubele que da origen de su nombre.
Estrabón dice que: 

Los berecintes, que son una tribu frigia, los frigios en general y la parte de los troyanos que habitan en la zona del monte Ida veneran también ellos a Rea y celebran cultos orgiásticos en su honor. La llaman Madre de los Dioses, Agdistis, Frigia, Gran Diosa, o también, dependiendo de los lugares donde se la adora, Idea (del monte Ida), Dindimene (del monte Díndimo), Sipilene (del monte Sípilo), Pisinúntide (de Pesinunte), Cíbele y Cibebe».

### En la Antigua Grecia

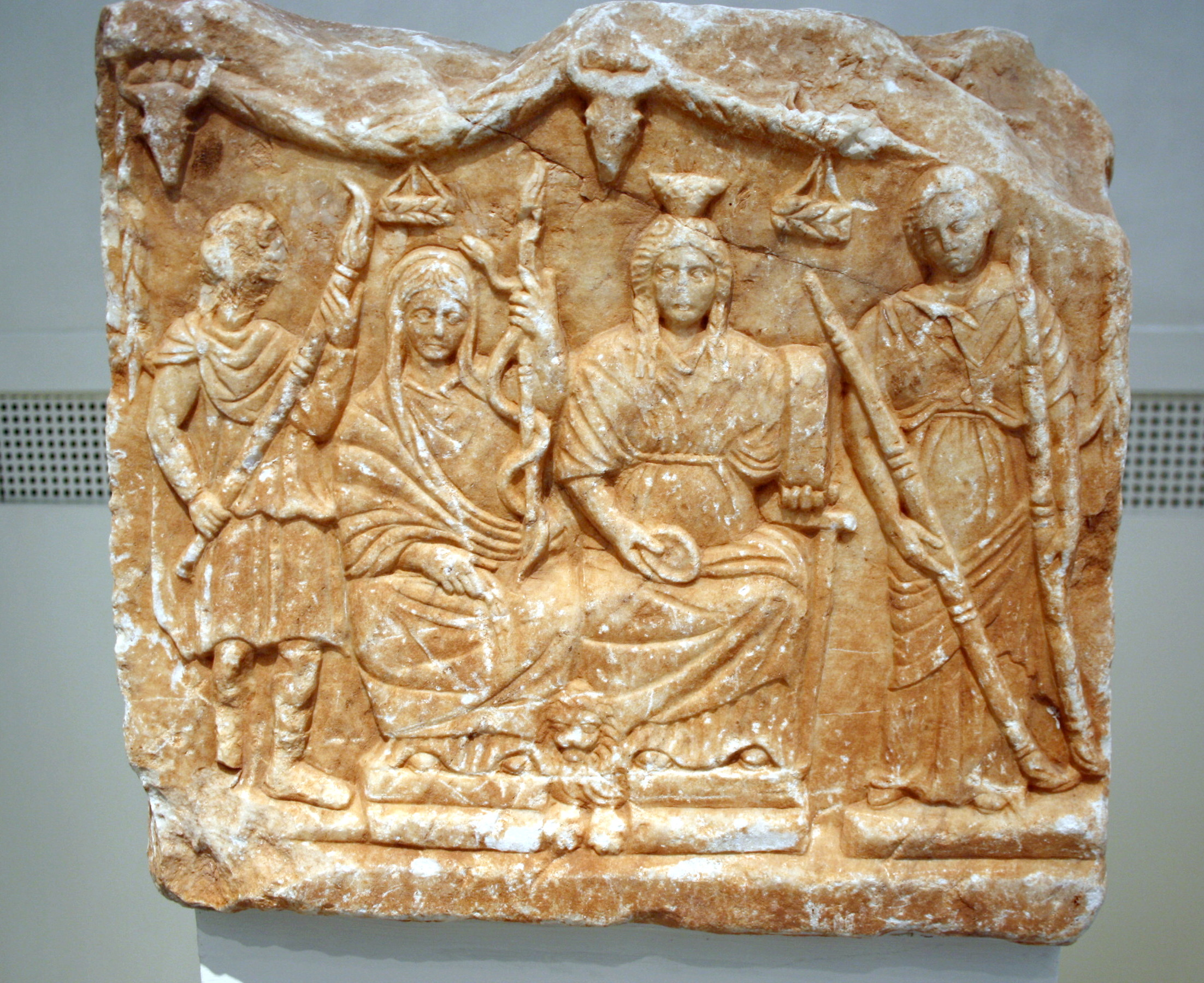
Relieve romano de la cara principal del altar de un taurobolio que se conserva en el Museo Arqueológico Nacional de Atenas y que fue realizado en Atenas probablemente durante el reinado del emperador Juliano (360-363). En el centro aparecen sentadas Perséfone (izquierda), que lleva un bastón en el que se enrolla una serpiente que representa los misterios de Eleusis y Cibeles (derecha), que lleva espigas y un tambor. A cada lado de las dos diosas, dos hombres sostienen dos antorchas, una con la llama hacia arriba y otra con la llama hacia abajo, como en las representaciones de los misterios de Mitra.

Los colonos griegos en Asia Menor adoptaron y adaptaron su culto frigio y lo esparcieron a la Grecia continental y a las colonias griegas occidentales más distantes alrededor del siglo VI a. C. En el siglo V a. C., adquirió fama una estatua de la diosa realizada por Agorácrito. En Atenas, el culto a Cibeles tuvo un centro destacado en el Metroón. Se ha sugerido que la figura mitológica de Atis, un consorte de la diosa que se castró a sí mismo, puede haber sido una invención griega.
En Grecia, Cibeles adquirió aspectos de varias diosas: Gea, Rea y Deméter, aunque los mitógrafos griegos principalmente la identificaron con Rea.
También es conocida como Damia (Δαμία)[cita requerida].

### En Roma

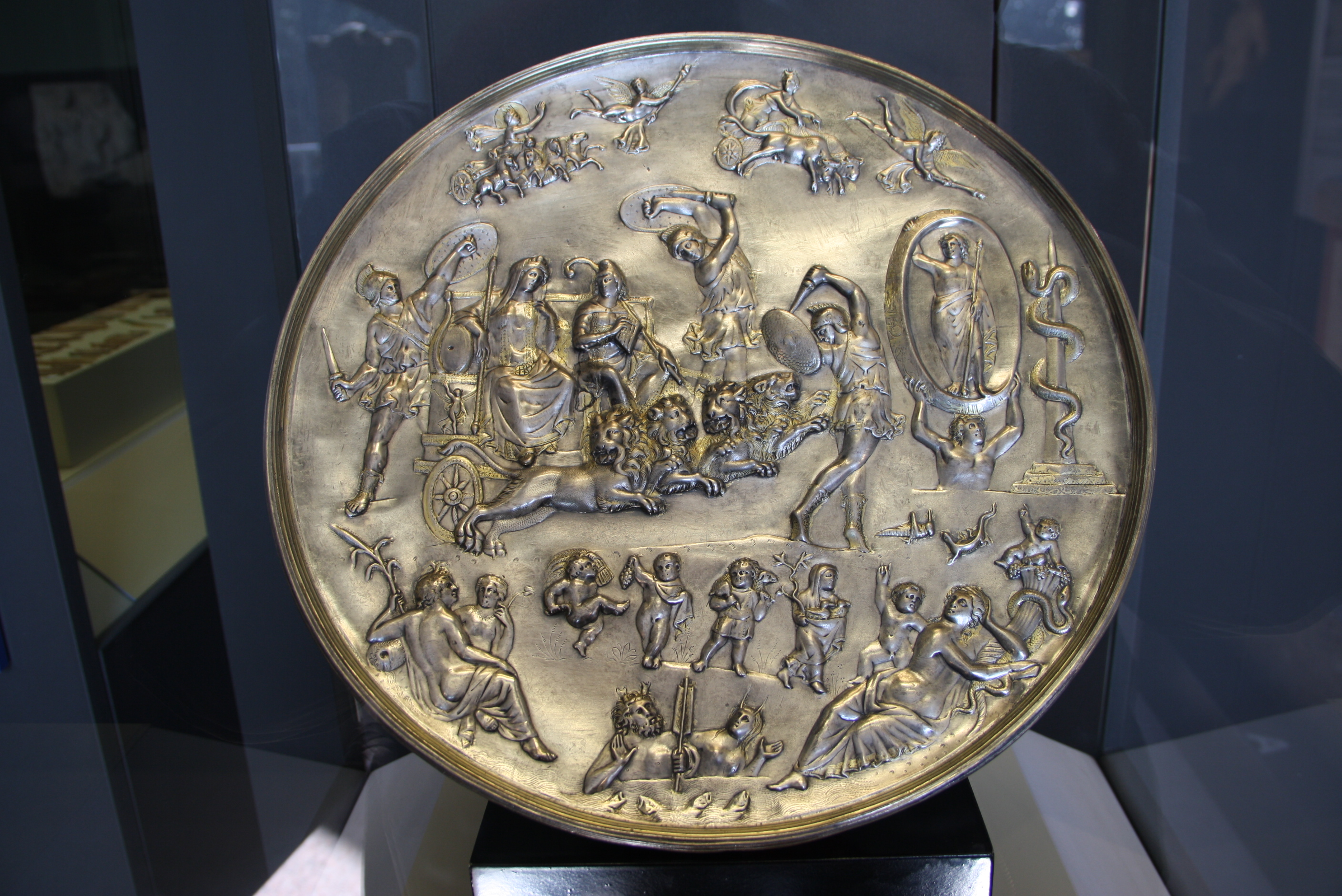
La Pátera de Parabiago, del, donde se representan símbolos relacionados con el culto a Cibeles. Cibeles y Atis aparecen en el carro tirado por leones. Los sacerdotes (llamados galos) danzan a su alrededor.

Su equivalente romana era Magna Mater, la Gran Madre o Idaea mater («Madre del Ida»). Su identificación por parte de los romanos con las diosas Maya, Ops, Rea, Tellus y Ceres, contribuyeron a que su culto se estableciera firmemente. Los mitógrafos romanos la reinventaron como una diosa troyana, y por lo tanto una diosa ancestral del pueblo romano a través del príncipe troyano Eneas. A medida que Roma estableció con el tiempo su hegemonía a lo largo del mundo mediterráneo, formas romanizadas de cultos de Cibeles se esparcieron a lo largo del Imperio romano. 
En 204 a. C., durante la segunda guerra púnica, los romanos, obedeciendo a una profecía de los libros sibilinos, y del oráculo de Delfos, enviaron embajadores (entre los que se contaba Marco Valerio Faltón) a Pesinunte con la difícil misión de llevar a Roma la piedra sagrada que representaba a Cibeles. Se contaba que tras la inicial negativa del Atalo I, que reinaba sobre el territorio, un temblor de tierra precedió a unas palabras de la diosa que ordenaban que se la dejara marchar a Roma. La llevaron escoltada por cinco quinquerremes que fueron recibidos por Claudia Quinta. Inicialmente se colocó en el templo de La Victoria en el suroeste del monte Palatino, a la espera de la finalización de su propio templo, que le fue consagrado el 10 de abril de 191 a. C.
El culto perduró al menos hasta el siglo IV. Los rituales eran dirigidos por sacerdotes castrados de origen asiático, a los que denominaban galos. Los ciudadanos romanos no tenían derecho a participar en el sacerdocio, puesto que la castración estaba prohibida en Roma. Sin embargo, a partir de la época del emperador Claudio se sustituyó el sacrificio de los genitales humanos por los testículos de un toro, que era sacrificado en lo que se conocía como taurobolio.
Las festividades en honor de Cibeles constaban de dos partes; la primera abarcaba desde el 15 al 27 de marzo. En las celebraciones, después del taurobolio, se talaba un pino y era llevado en procesión hasta el templo de Cibeles del Palatino, donde era honrado como un dios y adornado con violetas, que se consideraba habían brotado de la sangre de Atis. El 24 de marzo, el «día de la sangre» su sacerdote supremo, el archigalo, derramaba sangre de sus brazos y se la ofrecía a la diosa al ritmo de platillos, tambores y flautas, mientras que los miembros menores del clero daban vueltas frenéticamente y se cortaban para salpicar el altar y el pino sagrado con su sangre. El 25 de marzo era el día de las Hilarias, donde se conmemoraba la resurrección de Atis y la gente se disfrazaba. El 27 de marzo, la estatua plateada de la diosa, con la piedra sagrada sobre su cabeza, era cargada en procesión y bañada en las aguas del Almo, un río tributario del Tíber.
El segundo bloque de las fiestas era el de las Megalesias, que tenían lugar desde el 4 al 10 de abril. En ellas se conmemoraba la entrada de la piedra sagrada en Roma.

## Iconografía

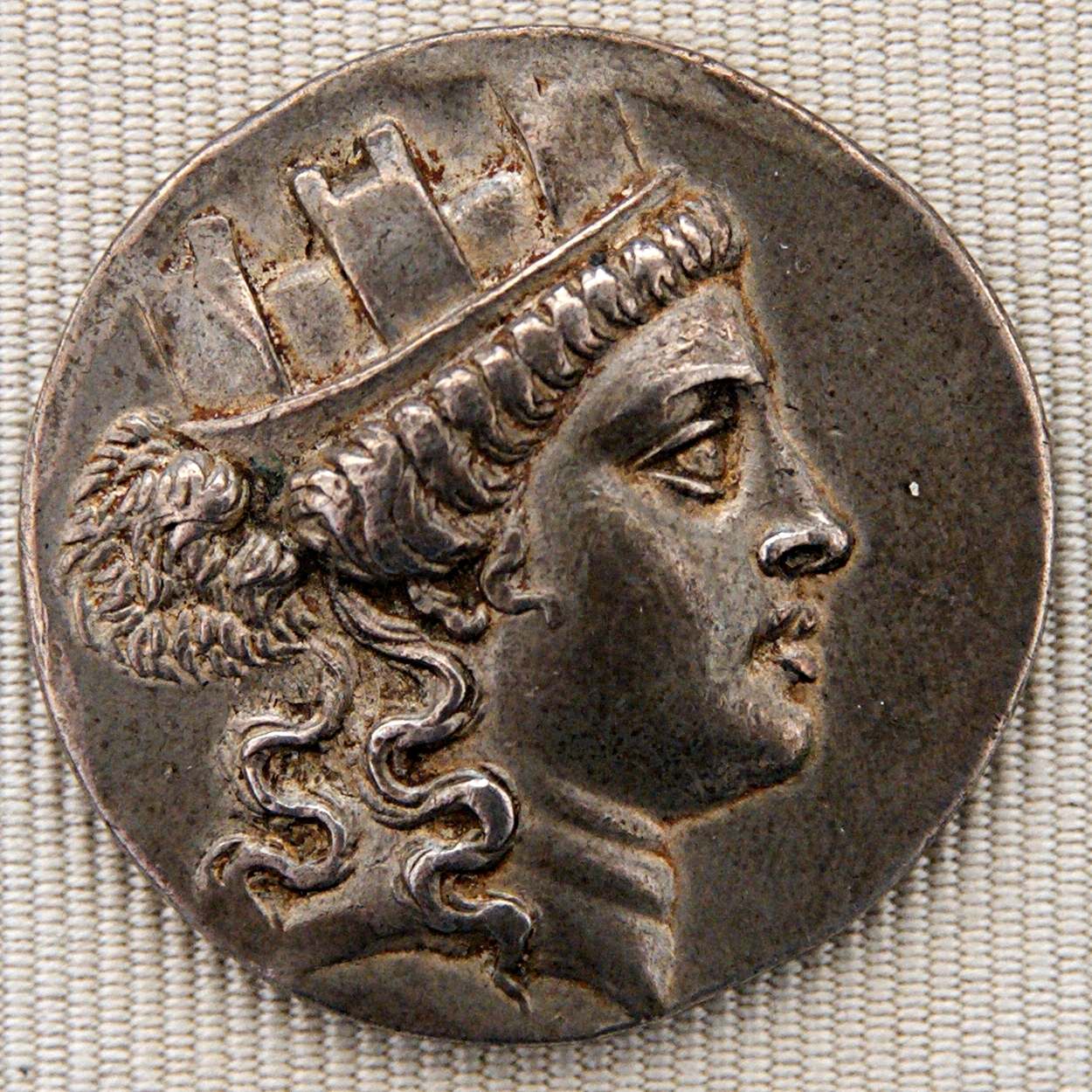
Tetradracma de plata de Esmirna con la efigie de Cibeles coronada. 160 a. C.-150 a. C.

Se la representa con vestimentas frigias y una corona con forma de muralla. Porta las llaves que dan acceso a todas las riquezas de la tierra. Monta un carro que simboliza la superioridad de la madre Naturaleza, a la que incluso se subordinan los poderosos leones que tiran de él. En otras representaciones se sienta en un trono custodiado también por leones.

## Mitos
La autocastración a la que se sometían los sacerdotes en el día de la sangre homenajeaba a Atis, amado de Cibeles según la mitología, que tras engañarla con la ninfa Sagarítide, fue enloquecido por la diosa celosa y se castró a sí mismo.
La leyenda que relaciona a Cibeles con los leones es relatada por Ovidio en Las Metamorfosis. Hipómenes (Melanión, en otras versiones) y Atalanta, que compitieron en una carrera de velocidad. La astucia de Hipómenes –inspirado por la diosa del amor, ya que el premio era la mano de Atalanta– hizo caer al suelo unas manzanas de oro que atrajeron la atención de Atalanta y la distrajeron de la carrera, que perdió. El mito concluye con la unión impía de los amantes dentro de un recinto sagrado dedicado a la diosa Cibeles, la cual se enfurece y como castigo los metamorfosea en leones, condenados a tirar de su carro eternamente y sin poder mirarse el uno al otro.
De acuerdo con la mitología griega, fue Cibeles/Rea quien inició a Dioniso en su culto mistérico.
Dice Diodoro que Yasión se casó con Cíbele y engendró a Coribante o Córibas. Una vez que Yasión pasó a ocupar un puesto en el círculo de los dioses, Dárdano, Cíbele y Coribante trasladaron a Asia los sagrados ritos de la Madre de los Dioses y se fueron con ellos a Frigia. Después Cíbele, tras unirse a Olimpo, engendró a Alce y dio a la diosa su propio nombre, Cíbele; por su parte Coribante, atribuyendo asimismo su propio nombre, llamó coribantes a los que eran presa del furor divino en la celebración de los ritos de la Madre, y se casó con Teba, la hija de Cilix.
Como era de esperar, Cíbele aparece en algunos mitos ubicados en Anatolia y sus tierras. Higino, por ejemplo, dice que Midas era hijo de la diosa Madre y de Tmolo. Plutarco refiere que los griegos creían que la madre de Midas era Ginecea, uno de los nombres de la Rea anatolia (Cíbele), como diosa tutelar de las mujeres, pero en este contexto no se menciona a su padre. Otros dicen que con el río Sangario Cíbele fue madre de la náyade Nicea. También mostró su cólera contra la malhadada Sagarítide.

## Estudio de su culto
Un trabajo de referencia en el estudio del culto a Cibeles ha sido realizado por Maarten Jozef Vermaseren, titulado Corpus Cultus Cybelae Attidisque, en siete volúmenes publicados entre los años 1977 y 1989.